# Liste de joueurs des ligues majeures qui ont 500 doubles
Au baseball, un double est un coup sûr qui permet au frappeur de courir jusqu'au deuxième but sans erreur de la défense. 53 joueurs ont frappé 500 doubles pendant leurs carrière en Ligue majeure de baseball. Parmi ces joueurs, on retrouve beaucoup de frappeurs qui ont aussi au moins 400 coups de circuit.

## Classement
En gras, les joueurs actifs. (*) membre du Temple de la renommée du baseball. Statistiques mises à jour après la saison 2013.

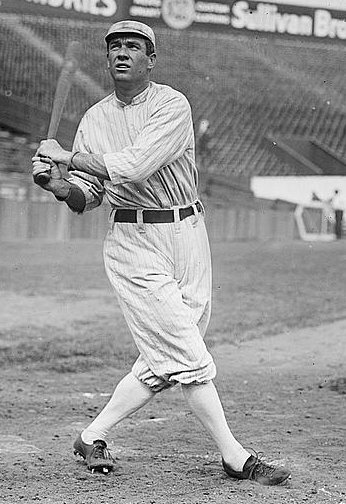
Meneur dans l'histoire pour les doubles, Tris Speaker a joué de 1907 à 1928.

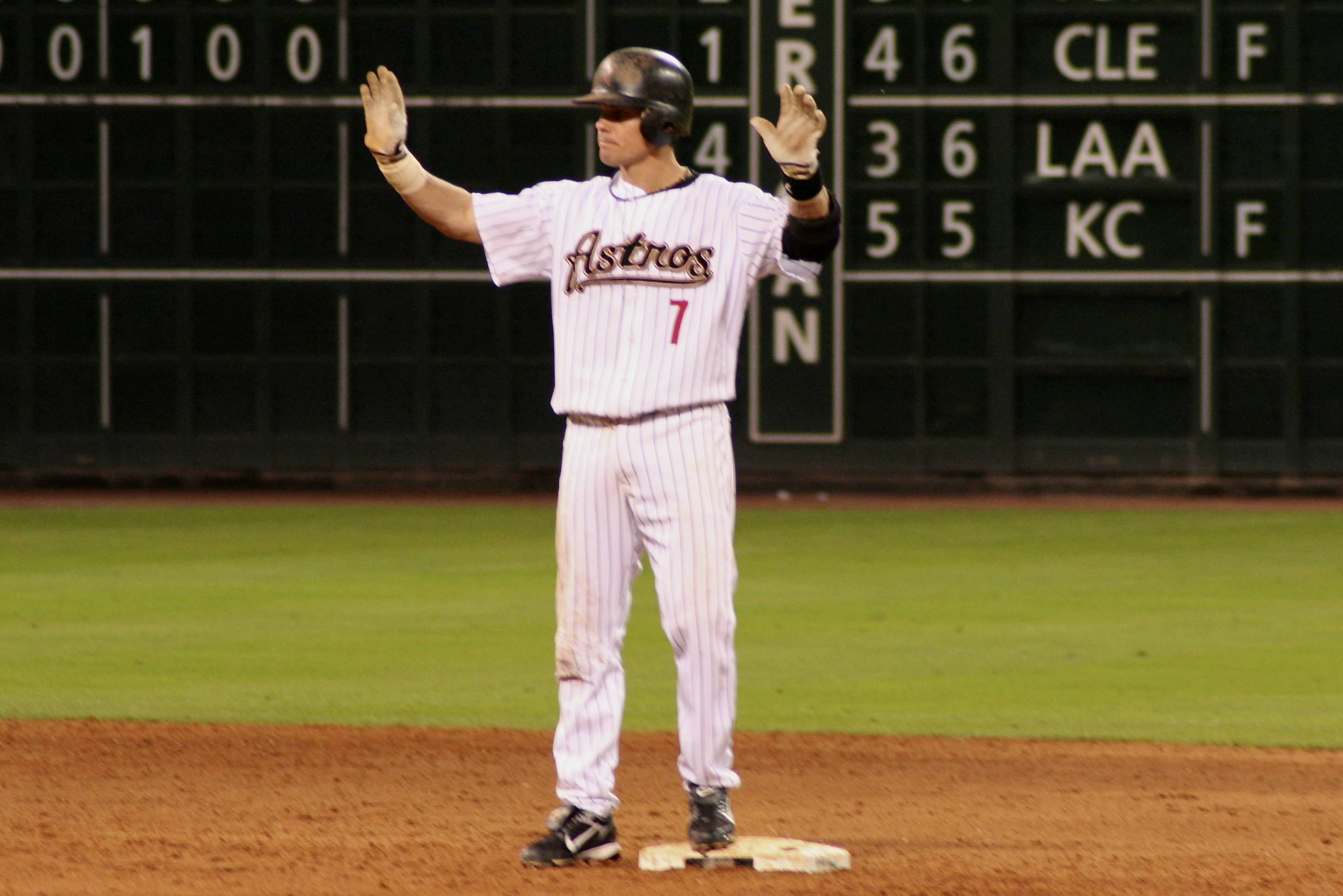
De 1988 à 2007, Craig Biggio a frappé 668 doubles pour les Astros de Houston.

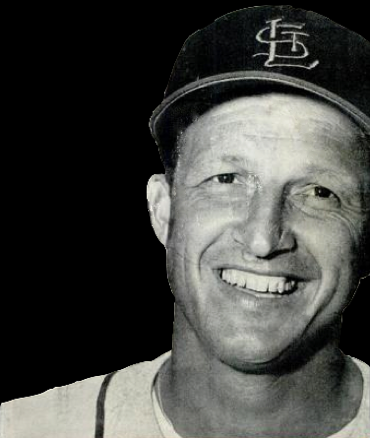
Stan Musial, l'un des quatre joueurs avec plus de 700 doubles en carrière.

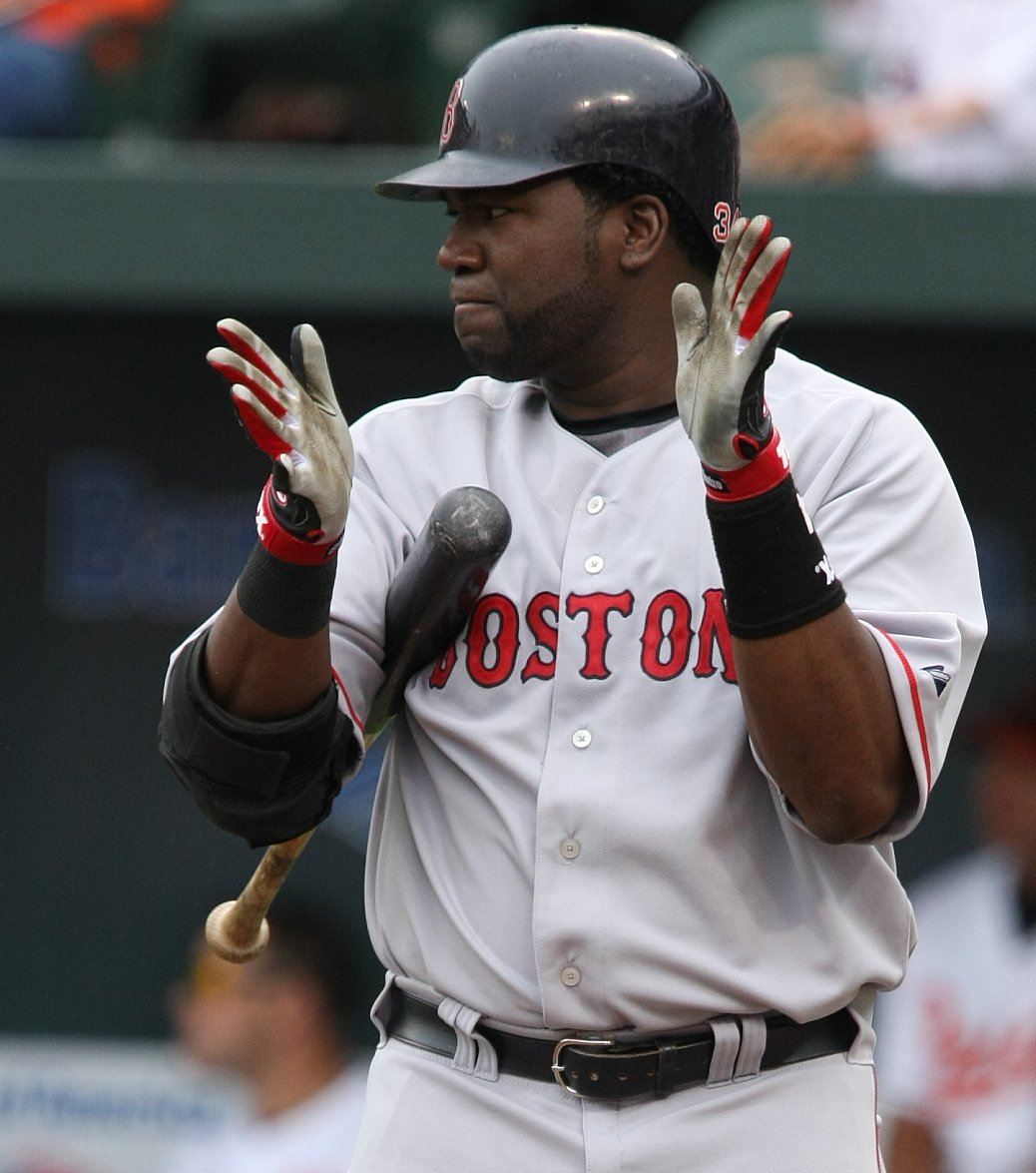
David Ortiz atteint les 500 doubles en 2013.

| Place | Joueur                                      | Doubles |
| ----- | ------------------------------------------- | ------- |
| 1     | Tris Speaker *                              | 792     |
| 2     | Pete Rose                                   | 746     |
| 3     | Stan Musial *                               | 725     |
| 4     | Ty Cobb *                                   | 724     |
| 5     | Craig Biggio                                | 668     |
| 6     | George Brett *                              | 665     |
| 7     | Nap Lajoie *                                | 657     |
| 8     | Carl Yastrzemski *                          | 646     |
| 9     | Honus Wagner *                              | 640     |
| 10    | Hank Aaron *                                | 624     |
| 11    | Paul Molitor * Paul Waner *                 | 605     |
| 13    | Cal Ripken *                                | 603     |
| 14    | Barry Bonds                                 | 601     |
| 15    | Luis González                               | 585     |
| 16    | Todd Helton                                 | 592     |
| 17    | Rafael Palmeiro                             | 585     |
| 18    | Robin Yount *                               | 583     |
| 19    | Cap Anson *                                 | 581     |
| 20    | Wade Boggs *                                | 578     |
| 21    | Charlie Gehringer *                         | 574     |
| 22    | Ivan Rodriguez                              | 572     |
| 23    | Bobby Abreu                                 | 565     |
| 24    | Eddie Murray * Jeff Kent                    | 560     |
| 26    | Chipper Jones                               | 549     |
| 27    | Manny Ramirez                               | 547     |
| 28    | Tony Gwynn *                                | 543     |
| 29    | Harry Heilmann *                            | 542     |
| 30    | Rogers Hornsby *                            | 541     |
| 31    | Joe Medwick * Dave Winfield *               | 540     |
| 33    | Al Simmons *                                | 539     |
| 34    | Lou Gehrig *                                | 534     |
| 35    | Al Oliver                                   | 529     |
| 36    | Frank Robinson *                            | 528     |
| 37    | Dave Parker                                 | 526     |
| 38    | Derek Jeter Ted Williams *                  | 525     |
| 40    | Ken Griffey, Jr. Albert Pujols              | 524     |
| 42    | Willie Mays *                               | 523     |
| 43    | Garret Anderson Johnny Damon Ed Delahanty * | 522     |
| 46    | David Ortiz                                 | 520     |
| 47    | Alex Rodriguez                              | 519     |
| 48    | Scott Rolen                                 | 517     |
| 49    | Joe Cronin *                                | 515     |
| 50    | Edgar Martínez                              | 514     |
| 51    | Mark Grace                                  | 511     |
| 52    | Rickey Henderson *                          | 510     |
| 53    | Babe Ruth *                                 | 506     |
| 54    | Tony Pérez *                                | 505     |
| 55    | Roberto Alomar *                            | 504     |
| 56    | Andre Dawson *                              | 503     |
| 57    | Goose Goslin * John Olerud                  | 500     |

## Joueurs en activité
Le nombre de doubles en carrière après la saison 2013 de la Ligue majeure de baseball.

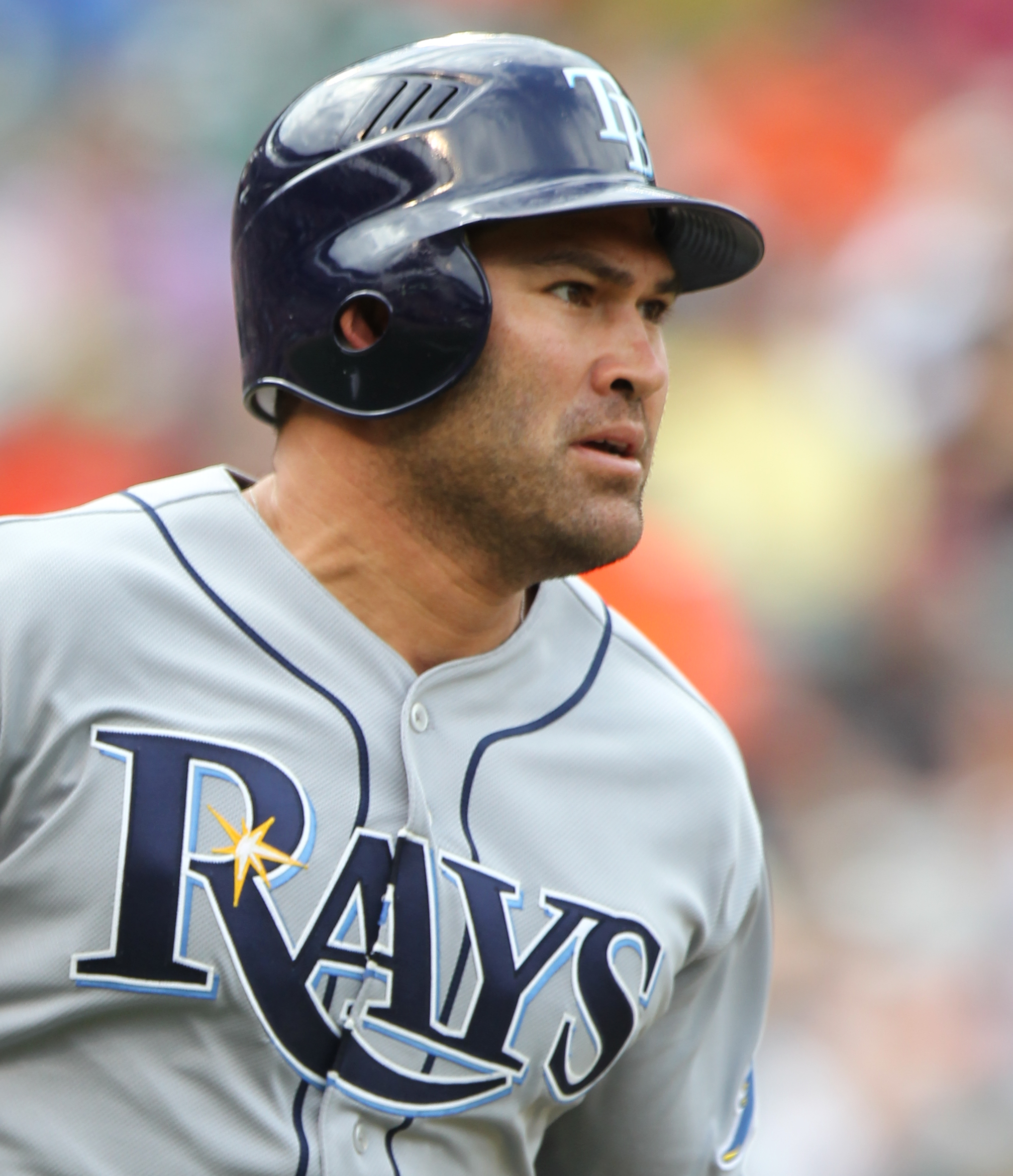
Johnny Damon franchit en 2011 le cap des 500 doubles et termine sa carrière avec 522.

| Joueur          | Doubles |
| --------------- | ------- |
| Derek Jeter     | 525     |
| Albert Pujols   | 524     |
| David Ortiz     | 520     |
| Alex Rodriguez  | 519     |
| Adrián Beltré   | 495     |
| Miguel Tejada   | 468     |
| Alfonso Soriano | 466     |
| Jimmy Rollins   | 457     |
| Carlos Beltrán  | 446     |
| Torii Hunter    | 443     |